# Hadad (Gott)
Hadad, auch Baal-Hadad („Herr des Donners“)  oder Hadad-Rimmon ist eine syro-phönizische Gottheit, die dem akkadischen Gott Adad entspricht. Er wurde als Vegetations-, Gewitter-, Sturm-, Wind-, Donner- und Wettergottheit verehrt.

## Darstellung und Attribute

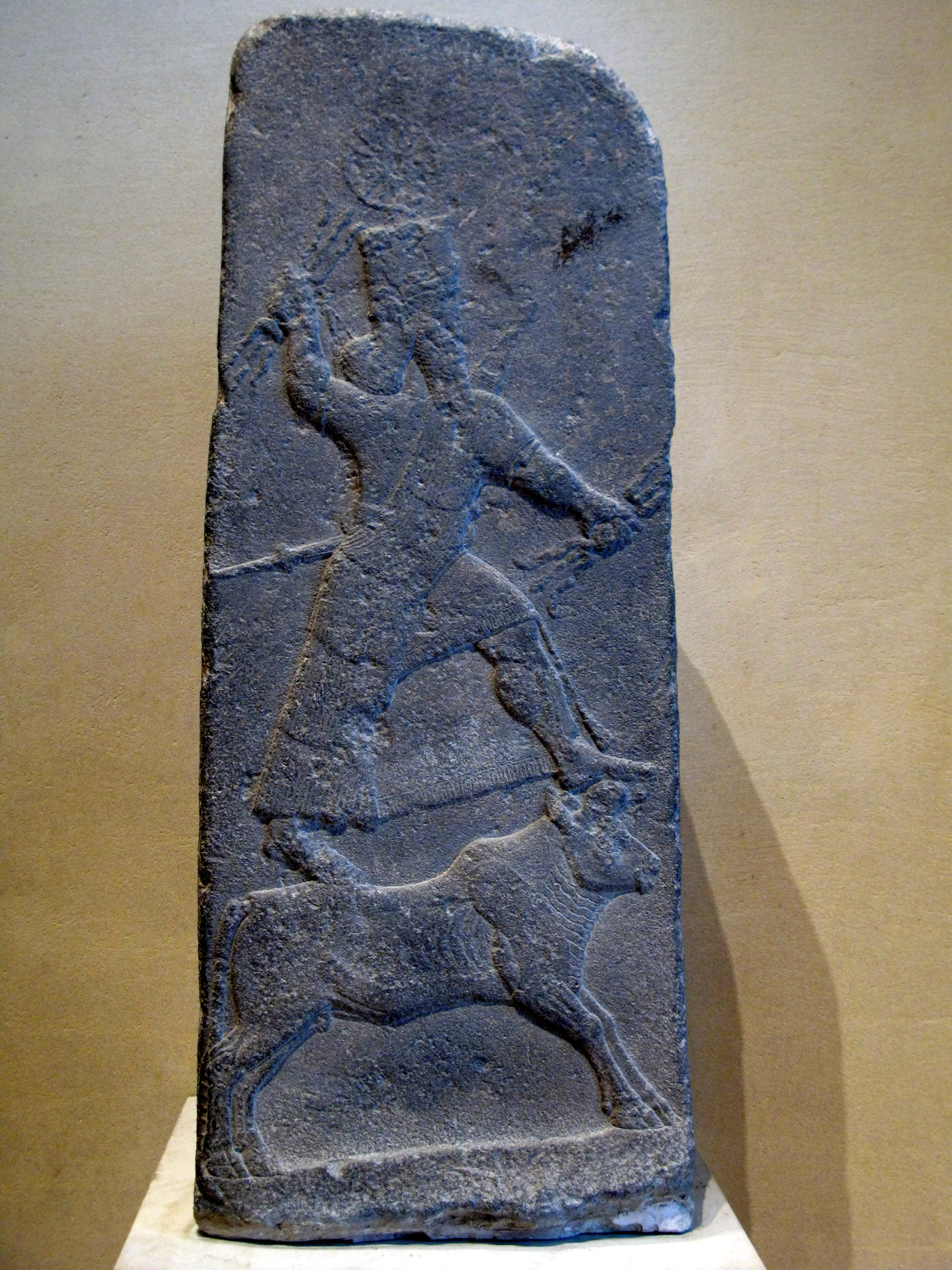
Hadad auf dem Stier stehend, seinem Tiersymbol. Der bärtige Gott trägt eine gehörnte Tiara, eine kurze Tunika, einen offenen Umhang, ein Schwert, zwei Köcher und schwingt zwei Blitzbündel, über ihm eine bestrahlte Scheibe. Stele von Arslan Tash, 8. Jahrhundert vor unserer Zeitrechnung, Louvre Museum, Paris

Sein Beiname ist Rammon („Donnerer, Brüller, Grollender“), der auf Hebräisch zu Rimmon („Granatapfel“) entstellt wurde. Als Gott der Fruchtbarkeit kann er sowohl Regen als auch Dürre und Verderben bringen. Hadad war die oberste Gottheit des syrischen Pantheons und Hauptgott von Damaskus. Zusammen mit seiner Gefährtin Anat besiegte er den Gott Mot (Tod). Der Gott besaß Kultorte in Aššur, Damaskus, Aleppo, Zincirli und Dura-Europos. Seine Attribute sind Stier, Blitzbündel und Axt. Seine heilige Zahl ist die Sieben. Häufig verwendete Beinamen sind „Wolkenreiter“ und „Herr des Himmels“. Er gilt als gestorbener und wiedergeborener Gott. Sein Kult war mit zahlreichen Trauerriten und Wehklagen im Winter, der als sein Tod galt, und Freudenfesten im Sommer, in dem er wiedergeboren wurde, verbunden.

## Hadad in der Bibel
Hadad hat auch in die Bibel Eingang gefunden und wird dort an zwei Stellen erwähnt. Zum einen im 2. Buch der Könige, zum anderen im Buch Sacharja.
Im 2. Buch der Könige wird von Naaman, einem aramäischen Heerführer erzählt, der von Aussatz geplagt wird. Dieser trifft auf den Propheten Elischa, der ihm rät, ein Bad im Flusse Jordan zu nehmen und dort sieben Mal unterzutauchen. Danach ist Naaman von seiner Krankheit geheilt. Naaman erkennt darauf JHWH als alleinigen Gott an und dankt ihm. Gleichzeitig bittet er ihn aber, weiterhin vor Rimmon, dem Gotte seines Königs, zum Schein knien zu dürfen, da dieser sich beim Tempelbesuch auf Naaman mit seinem Arm auf seiner Schulter abstützt. Dies erlaubt JHWH ihm (2 Kön 5,17 f. ).
Im Buch Sacharja ist von den Trauerklagen Hadad-Rimmons die Rede, die auf seinen jährlichen Tod und das damit verbundene Absterben der Vegetation im Winter bezogen sind (Sach 12,11 ). Aramäische Könige wie Hadad-Eser („Hadad ist Hilfe“, 2 Sam 8,3; 1 Kön 11,23) und Ben-Hadad („Sohn des Hadad“, 1 Kön 15,18; 2 Kön 6,24) und auch Edomiter (1 Kön 11,14–25) haben sich nach Hadad benannt.